# Cap-Vert aux Jeux olympiques d'été de 2000
Le Cap-Vert participent aux Jeux olympiques d'été de 2000 à Sydney en Australie du 15 septembre au 1er octobre 2000. Il s'agit de sa 2e participation à des Jeux olympiques d'été.
La délégation cap-verdienne comporte 2 athlètes, un homme et une femme, concourant en athlétisme : c'est pour eux leurs deuxièmes olympiades.

## Nombre d'athlètes qualifiés par sport
Voici la liste des qualifiés et sélectionnés Cap-verdien par sport (remplaçants compris) :
| Sport      | Hommes | Femmes | Total |
| ---------- | ------ | ------ | ----- |
| Athlétisme | 1      | 1      | 2     |

## Liste des médaillés cap-verdien
Aucun athlète cap-verdien ne remporte de médaille durant ces JO.

## Athlétisme
L'athlétisme est la seule discipline pratiquée par la délégation cap-verdien.

### Hommes
| Athlète             | Épreuve  | Séries      | Séries      | Quarts de finale | Quarts de finale | Demi-finales | Demi-finales | Finale        | Finale |
| Athlète             | Épreuve  | Temps       | Rang        | Temps            | Rang             | Temps        | Rang         | Temps         | Rang   |
| ------------------- | -------- | ----------- | ----------- | ---------------- | ---------------- | ------------ | ------------ | ------------- | ------ |
| Antonio Carlos Pina | Marathon | Non disputé | Non disputé | Non disputé      | Non disputé      | Non disputé  | Non disputé  | 2 h 29 min 46 | 67e    |

### Femmes
| Athlète              | Épreuve | Séries  | Séries | Quarts de finale | Quarts de finale | Demi-finales | Demi-finales | Finale  | Finale  |
| Athlète              | Épreuve | Temps   | Rang   | Temps            | Rang             | Temps        | Rang         | Temps   | Rang    |
| -------------------- | ------- | ------- | ------ | ---------------- | ---------------- | ------------ | ------------ | ------- | ------- |
| Ismenia do Frederico | 100 m   | 12 s 99 | 8e     | Eliminé          | Eliminé          | Eliminé      | Eliminé      | Eliminé | Eliminé |